# Zina Brozia
Zina Brozia, nom artístic d'Ambroisine Baptiste, (Lo Borg de Valença, Droma, França, 29 de juny de 1876 – París, 13 de febrer de 1958) fou una soprano operística francesa que va debutar a l'Opéra Comique el 1905 i a l'Opéra Garnier el 1908. Va actuar també a Brussel·les, Barcelona, Parma, Madrid i Boston, entre altres ciutats.

## Biografia
Ambrozine Baptiste fou filla de Joseph Baptiste i de Marie Irma Chopin. Com a nom artístic va adoptar el de Zina Brozia, un anagrama del seu nom francès Ambrozine. Va ser la més jove de tres germanes i un germà. Va estudiar amb la soprano romanesa Elena Theodorini. Després d'un inicial debut com a Marguerite en Faust de Charles Gounod al Théâtre de la Monnaie de Brussel·les (1904–1905), el 13 de setembre de 1905, va fer el seu debut parisenc a l'Opéra Comique, en el paper de Violetta de La traviata de Giuseppe Verdi. En aquell teatre va estrenar el 27 de març de 1906 el paper de Séso de l'òpera Aphrodite de Camille Erlanger. El 1907 va actuar a l'Òpera de Montecarlo, fent el paper d'Elena de Mefistofele d'Arrigo Boito, després el d'Elisabetta (Isabel de Valois) en Don Carlos de Verdi.
El 1908 va actuar al Teatro Regio de Parma, en el paper de Cio-Cio-San de Madama Butterfly de Giacomo Puccini i en el paper principal de Manon de Jules Massenet. El mateix any va actuar a l'Opéra Garnier de París, fent la Gilda de Rigoletto de Verdi i també el paper principal de Thaïs de Massenet. En aquest teatre va cantar també el paper d'Ophelia de l'òpera Hamlet d'Ambroise Thomas i el de Marguerite de Faust (1909). El setembre de 1911 va interpretar la Salomé d'Hérodiade de Massenet al Théâtre de la Gaîté de París.
Va actuar en la temporada 1910-1911 del Teatre Real de Madrid, amb una companyia a la qual també es trobava la soprano Maria Gay, el tenor Francesc Viñas i el baix-baríton Conrad Giralt. Hi va cantar el paper principal de Tosca de Puccini, fent una substitució per malaltia de la cantant programada, Matilde de Lerma. Dies després interpretà el paper de Manon de l'òpera homònima, pel qual havia estat contractada.
El desembre 1911 va marxar a Boston on va aparèixer a l'Òpera de Boston en diverses funcions, incloent-hi els papers de Thaïs, Marguerite, Mimì (de La bohème de Puccini) i Manon. El desembre de 1912 i gener de 1913 va cantar Roméo et Juliette de Gounod al Gran Teatre del Liceu de Barcelona, en la temporada 1912-1913. El 1914, ja a París, va estrenar el 25 de març el paper de Messaline de La danseuse de Tanagra d'Henri Hirschmann al Théâtre de la Gaîté. El mes de maig va cantar al mateix teatre a l'estrena de l'òpera Radda del compositor Guido Bianchini. El començament de la Gran Guerra va suposar una aturada forçada en la seva carrera en escenaris d'òpera, amb unes poques representacions i actuacions en concerts. El 2 d'abril de 1916 va cantar Faust al teatre de Bourges. El 28 d'octubre de 1916 participà en la representació d'un acte de l'òpera Pagliacci de Ruggero Leoncavallo, sota la direcció del compositor, a la sala Réjane del teatre de París, en un acte en honor de Romania.
Zina es va casar amb el romanès Henri Kira Kirschen, com podem llegir en un diari arran d'una recepció a París del juny de 1920 i al registre de defunció de Zina. El 1922 va actuar als Estats Units d'Amèrica. El 1932 la premsa parlava d'ella com la comtessa Kira de Bellagio, vila d'on provenia aparentment el títol, adjudicant al seu marit el nom d'Henri Kira de Bellagio.
Zina Brozia va morir a París el 13 de febrer de 1958, al seu domicili del número 57 de la Rue de Clichy.